# Chitrella elliotti
Espèce
Chitrella elliotti est une espèce de pseudoscorpions de la famille des Syarinidae.

## Distribution
Cette espèce est endémique du Texas aux États-Unis. Elle se rencontre dans le comté de Sutton dans la grotte Felton Cave.

## Description
Le mâle holotype mesure 2,78 mm et la femelle paratype 3,42 mm.

## Étymologie
Cette espèce est nommée en l'honneur de William R. Elliott.

## Publication originale
- Muchmore, 1992 : Cavernicolous pseudoscorpions from Texas and New Mexico (Arachnida: Pseudoscorpionida). Texas Memorial Museum, Speleological Monographs, vol. 3, p. 127-153.